# Adrián Bone
Adrián Bone (Esmeraldas, 8 settembre 1988) è un calciatore ecuadoriano, portiere del Miguel Iturralde.

## Carriera

### Club
Ha giocato nella massima serie ecuadoriana con diverse squadre.

### Nazionale
Ha esordito con la nazionale ecuadoriana nel 2011.